# Bernat d'Itàlia
Bernat d'Itàlia (vers 797 – 17 d'abril de 818). Fou rei dels Llombards des de 813 fins a 817. Net de Carlemany, era un fill il·legítim de Pipí, rei dels Llombards.

## Biografia
A la mort de son pare, estava destinat a ser rei dels Llombards, però el seu avi, Carlemany va esperar que complís els 15 anys abans d'enviar-lo per prendre el control d'Itàlia, en 812. Va rebre la dignitat reial en Abril de 813, governant però, sota la tutela d'un net de Carles Martel, Adalhart, cosí i antic tutor de son pare i potser parent de sa mare.
Després de la mort de Carlemany, va prestar homenatge al nou Emperador, el seu oncle Lluís el Pietós. En Juliol de 817, aquest últim, sota la influència de l'entorn de l'Emperadriu Ermengarda, li va retirar el govern d'Itàlia i el títol reial, amb la intenció de proclamar algun dels seus fills.
Malgrat que havia motius per a la revolta, Bernat, en un primer moment no va fer cap moviment. Però en desembre de 817, amb el suport de grans personatges com ara Anselm, bisbe de Milà, pren les armes contra el seu oncle. Aquest el va sotmetre obligant-lo implorar-li perdó a Chalon-sur-Saône. Deportat a Aix-la-Chapelle, el van condemnar a mort. Afectat per l'agitació que es viu en eixos moments, provocada pels seus propis fills, Lluís el Pietós, sembla que es va apiadar del seu nebot, commutant la pena de mort per la de ser cegat amb un ferro candent. Bernard va morir tres dies més tard, a conseqüència del suplici.

## Núpcies i descendents
Cap a 813, estava casat amb una dona anomenada Cunegunda. La filiació d'aquesta dona no és coneguda, però el seu nom coincideix amb el de Cunegunda, esposa de Guillem de Gel·lona, i mare d'un tal Heribert, nom que apareix també entre els descendents de Bernat.
Cronològicament l'esposa de Bernat podria ser la filla petita de Guillem de Gel·lona i Cunegunda.

## Llegendari rei de les Balears
Pere Antoni Beuter a Segunda parte de la crónica general de España (1551), afirmà que les Balears varen pertànyer a Bernat, rei d'Itàlia i net de Carlemany, i en confià el seu govern a Ermenguer d'Empuries. L'afirmació no es troba avalada per cap font documental medieval coneguda, tret de la demanda d'ajut que els balears formularen a Carlemany el 799 davant els atacs musulmans i un combar naval en aigües balears dirigit per Ermenguer contra la flota musulmana, procedent de Còrsega, l'any 813.
Aquesta llegenda va tenir certa fortuna en la historiografia romàntica i ha donat peu a vincular, sense que tampoc compti amb cap fonament, aquest Bernat al personatge d'algunes Rondalles Mallorquines en les que el prototipus del fill bo del rei s'anomena, invariablement, així.